# Era Uma Vez... o Planeta Terra
Il était une fois... notre Terre (em português:  Era Uma Vez... o Planeta Terra) é uma Série de desenho animado Francesa dirigida por Albert Barillé. A série foi inicialmente transmitida em 22 de Dezembro de 2008 na France 3. Esta série foi a temporada final de Era Uma Vez... da franquia na educação televisional , e sua premissa original foi criada a partir de "Era Uma Vez... a Terra (e o Amanhã?)", o episódio final da primeira série Era uma vez... o homem, assim, finalmente, voltando ao início, onde tudo começou e terminou. A estreia da série também coincidiu com o marco do 30º aniversário da referida franquia da animação educacional. Em Portugal foi emitido pela RTP.

## Episódios
1. Guardas do Planeta
2. Clima I: Extremo Norte
3. Água na Índia
4. Água em Sahel
5. Floresta Amazônica
6. Exaustão de Energias
7. Feira comercial
8. Oceanos em perigo
9. Ecossistemas
10. Água do Mundo
11. Pobreza
12. As florestas do mundo
13. A pesca excessiva
14. Clima II: Origens
15. Agricultura
16. Biodiversidade
17. Clima III: Efeitos
18. Reciclagem
19. Mulheres do Mundo
20. Trabalho infantil
21. Novas energias
22. Casa e cidade
23. Clima IV: Soluções
24. Crianças: Saúde e Educação
25. Tecnologias
26. O Amanhã

## Vozes
- Roger Carel : Maestro, Colonel Pierre, Métro, le Nabot
- Annie Balestra : Pierrette, Psi
- Olivier Destrez : Pierrot
- Alain Dorval : Comandante Legros, le Teigneux